# Aziz Islamaj
Aziz Islamaj, född den 20 april 1952 i Skënderaj i Kosovo, död 26 april 2023 i Kosovo, var en albansk skulptör.
Aziz Islamaj studerade vid Kosovos akademi för figurativ konst under Agim Çavdarbasha. För det mesta skulpterar han i trä och i granit. Islamajs skulpturer har starkt symboliskt värde och återspeglar traditionell, autokton konst.